# Нојбург (Мекленбург)
Нојбург (њем. Neuburg) општина је у њемачкој савезној држави Мекленбург-Западна Померанија. Једно је од 91 општинског средишта округа Нордвестмекленбург. Према процјени из 2010. у општини је живјело 2.096 становника. Посједује регионалну шифру (AGS) 13058073.

## Географски и демографски подаци
Нојбург се налази у савезној држави Мекленбург-Западна Померанија у округу Нордвестмекленбург. Општина се налази на надморској висини од 41 метра. Површина општине износи 43,9 km². У самом мјесту је, према процјени из 2010. године, живјело 2.096 становника. Просјечна густина становништва износи 48 становника/km².